# 国民革命军第二十二军
国民革命军第二十二军，历史上曾3次组建。

## 川军赖心辉部第一次组建第二十二军
1926年8月13日，川军第一军军长赖心辉与刘湘等联合通电讨吴佩孚。1926年10月该部改编为国民革命军第二十二军：
- 军长賴心輝
- 第1师，师长张延生
- 第2师，师长李剑鸣
- 第3师，师长范子英

1930年6月该军番号被撤消，原辖第1、第2、第3师合编为國民革命軍新编第11师，赖心辉任师长；第4师改编为暂编第19旅；第5师改编为新编第7师。新11師在民國二十年（1931）改名為國民革命軍第59師，在民國二十一年（1932）2月編入國民革命軍第五軍，在江西剿共戰爭中遭到殲滅，同年2月27日59師編制撤銷。

## 湘军谭道源部第二次组建第二十二军
1930年底为加强围剿中央苏区，湘军第2军谭道源部改编为第二十二军，隶属鲁涤平的第九路军：
- 军长谭道源
- 第18师，师长张辉赞
- 第50师，师长谭道源兼

1937年8月，参加淞沪会战，奉命坚守大场阵地，伤亡惨重。该军番号被撤消。

## 陕北军阀井秀岳部第三次组建第二十二军
1928年，陕北镇守使井岳秀部改编为国民革命军第86师，井岳秀任师长。1936年2月井岳秀暴亡，高双成继任师长。
1937年12月第86师扩编为国民革命军第二十二军。高双城任军长兼第86师师长。
1949年5月29日军部及第86师在榆林和平解放，改编为中国人民解放军西北独立第2师。